# Crack intro
Une crack intro, aussi connue sous la dénomination de cracktro ou plus simplement intro, est une séquence d'introduction ajoutée à un programme déprotégé, à un crack ou encore à un keygen afin d'informer l'utilisateur du nom du cracker (ou le groupe de crackers) ayant supprimé la protection du logiciel.
Les premières crack intros sont apparues avec les jeux pour Apple II et Commodore 64 qui étaient alors distribués mondialement via Bulletin board system ou par copie de disquettes. Initialement les intros consistaient en de simple messages textuels mais sont devenues progressivement de plus en plus élaborés (notamment grâce à l'évolution du matériel) pour finalement devenir un média démontrant la maîtrise technique, aussi bien en cracking qu'en programmation, mais aussi un support de propagande des groupes de cracking.
La programmation de crack intros devint peu à peu une forme d'art à part entière, laissant de côté le crack auquel était attachée l'intro pour faire de celle-ci un programme autonome. Cette évolution fut à l'origine de la scène démo.